# Nap-of-the-earth

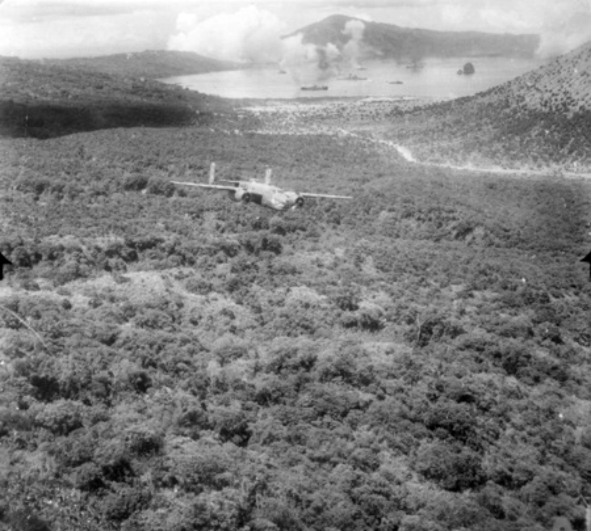
Un bombardiere B-25 in una missione con avvicinamento a bassa quota nel 1943.

L'espressione inglese nap-of-the-earth (abbreviata in NOE e traducibile letteralmente come a filo del suolo) indica un tipo di missione aerea di combattimento con volo a bassissima quota; lo scopo di questa tattica è quello di ridurre al minimo la visibilità (e la vulnerabilità) del velivolo durante l'avvicinamento al bersaglio e durante il rientro alla base.

## Scopo e funzionamento
L'obiettivo del volo NOE è di rendere quanto più possibile difficoltoso per il nemico rilevare un velivolo che sta compiendo una missione di attacco al suolo. Il raggiungimento di questo scopo viene favorito dal volo a bassissima quota in due modi, corrispondenti a due distinte fasi storiche:
- Nel corso della seconda guerra mondiale, quando la tecnologia del radar era ancora relativamente giovane e poco raffinata, e il suo impiego costituiva sostanzialmente una novità, i radar non erano in grado di individuare oggetti in volo a bassa quota a causa dell'interferenza prodotta dalle onde elettromagnetiche riflesse dal suolo (clutter); perciò l'avvicinamento al bersaglio a bassissima quota era un tecnica che i bombardieri (anche pesanti) impiegavano frequentemente per evitare di essere rilevati dal nemico e intercettati dai caccia avversari.[4]

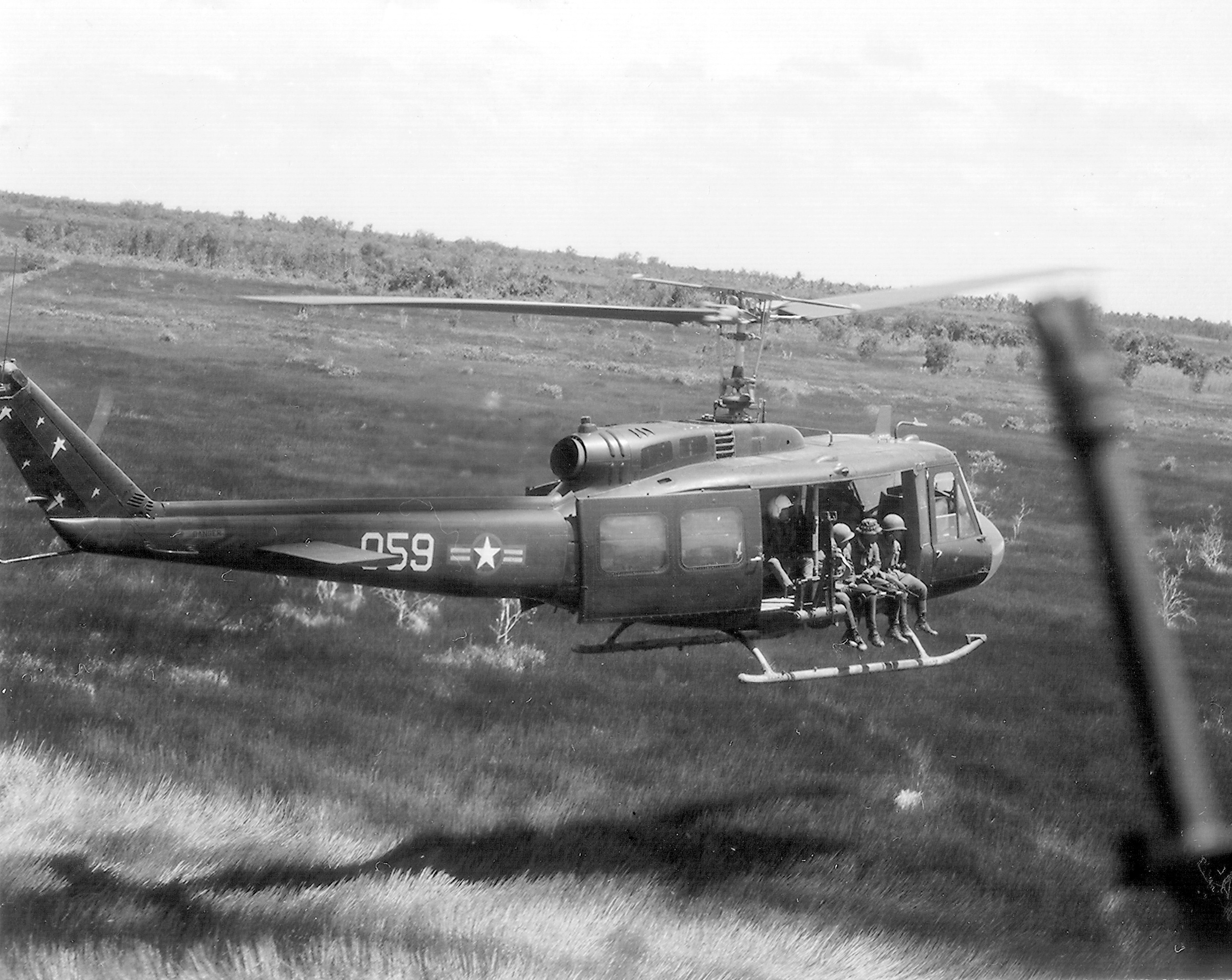
Un elicottero statunitense UH-1 in missione di combattimento a bassissima quota nel corso della guerra del Vietnam.

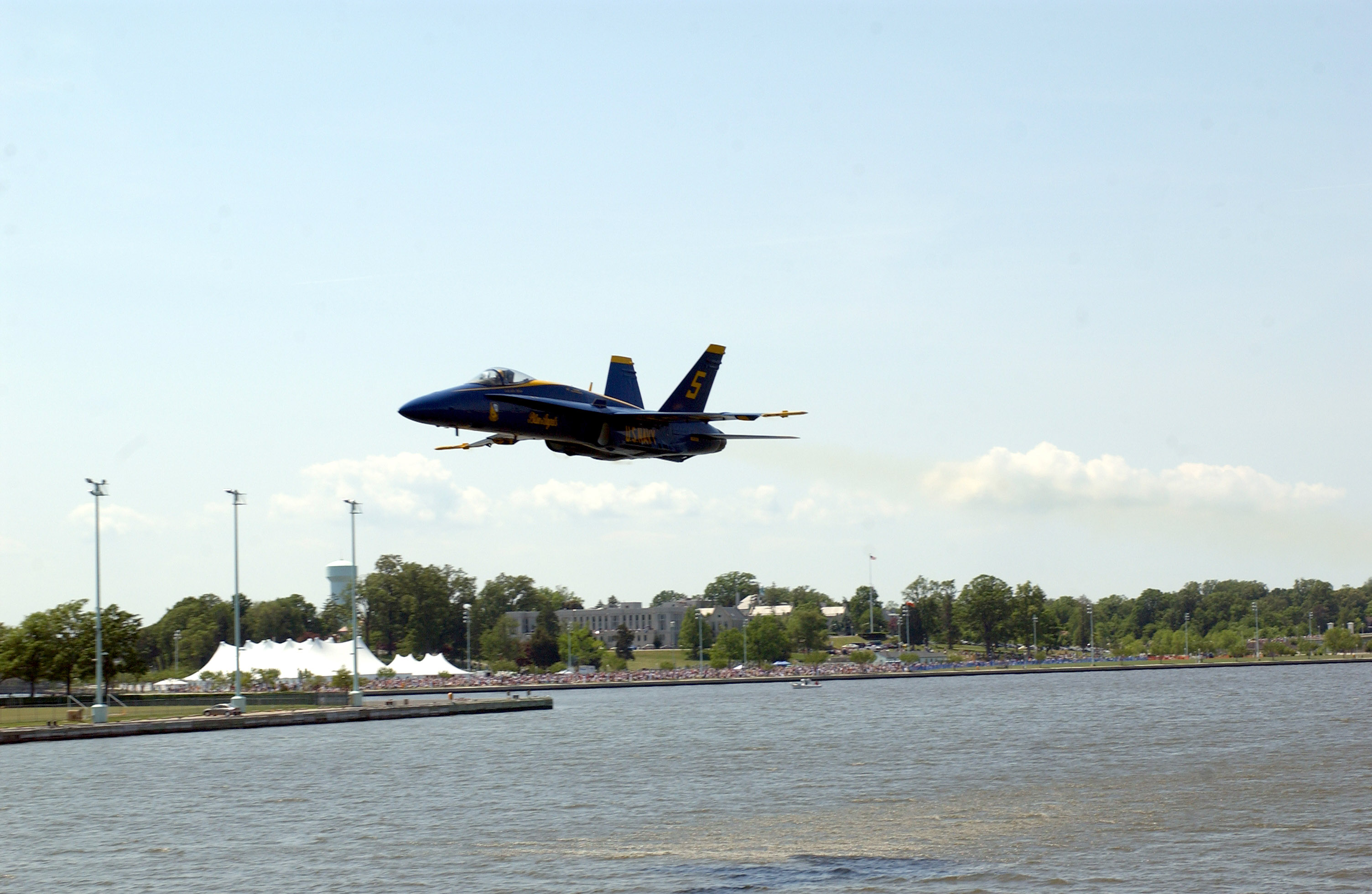
Un F/A-18 della pattuglia acrobatica Blue Angels in volo a bassa quota in un'esibizione.

- Più di recente (a partire dall'epoca della guerra del Vietnam), pur essendo venute meno le limitazioni che in precedenza impedivano ai radar di rilevare un velivolo semplicemente a causa della sua ridotta quota di volo, la tattica NOE ha continuato ad essere utile per migliorare le possibilità di sopravvivenza di un aereo o di un elicottero militare in avvicinamento all'obiettivo.[2] Quando un velivolo sorvola il terreno a bassa quota, infatti, può comunque sfruttare le sue asperità per tenersi nelle aree cieche (o zone d'ombra) dei radar di ricerca; inoltre il fatto di volare tra gli ostacoli del terreno, nascondendosi tra colline, canyon e altre eventuali barriere naturali consente al velivolo attaccante di nascondersi alla vista del nemico e quindi di sottrarsi alla maggior parte del fuoco contraereo; infine, volando ad altitudini molto ridotte, l'aereo o elicottero costituisce un bersaglio più veloce e visibile per meno tempo, quindi più difficile da agganciare per i missili terra-aria (inclusi i MANPADS).[2] Va comunque sottolineato che, mentre i missili terra-aria sono vulnerabili a questo tipo di tattiche, le artiglierie anti aeree convenzionali (e persino quelle superate, o le normali mitragliere non destinate al tiro contro aereo) possono ritornare ad essere pericolose.

In questa seconda fase, dagli anni sessanta in poi, i fattori di detezione a cui il volo NOE può consentire di sottrarsi includono i radar di bordo dei caccia nemici, i sistemi di sorveglianza e controllo AWACS, i radar terrestri.
Anche se viene impiegata da quasi tutti i tipi di velivoli da combattimento, il nap-of-the-earth è particolarmente diffuso tra le macchine ad ala rotante, anche perché volano meglio alle basse quote, ed hanno poche capacità di difendersi in altro modo.
Dopo gli anni '70, visto i successi degli egiziani nel negare agli israeliani le medie quote usando i missili terra-aria, questo tipo di tattica prese piede e venne molto considerata, entrando nelle specifiche di progettazione di diversi aerei (Tornado, Su-24, F-111, A-10, Su-25 ecc.), ma entro l'inizio degli anni '90, anche per i miglioramenti delle armi e delle pratiche SEAD (Suppression of Enemy Air Defenses) venne abbandonata da quasi tutte le principali potenze. Durante la prima guerra del golfo, anzi, gli aerei che penetrarono nelle difese irachene a bassa quota nei primi giorni subirono perdite molto superiori rispetto a quelli che volavano a quote medio-alte.

## Strumentazione e quota sul livello del suolo
Per la maggior parte, le missioni NOE sono svolte di giorno e in buone condizioni meteorologiche con le regole di volo a vista. Comunque esistono strumenti, come i radioaltimetri e i radar terrain following, che consentono di portare a termine questo tipo di missioni anche con il cattivo tempo. Per il volo dopo il tramonto possono essere impiegati anche dispositivi di visione notturna.
Nelle missioni a bassissima quota la misurazione dell'altitudine del velivolo viene basata sul riferimento relativo dei metri (o piedi) sul livello del suolo (AGL, above ground level) anziché sul consueto riferimento assoluto basato sul livello del mare (ASL, above sea level).
La minima quota di volo AGL dipende dalle caratteristiche del velivolo e del terreno. In generale gli aerei a reazione possono volare a velocità di circa 800 km/h a una quota di 60 m, che può ridursi ad anche 15 m su terreni relativamente piatti. Gli elicotteri, che possono volare molto più lentamente e sono notevolmente più maneggevoli degli aeromobili ad ala fissa, possono volare ad anche uno o due metri dal suolo e, in alcuni casi, possono spostarsi rimanendo a un livello inferiore rispetto alle cime degli alberi o al di sotto dei circostanti ostacoli naturali, ad esempio in una gola o sul letto di un fiume.
Il volo a bassissima quota, comunque, rimane rischioso e difficile. Il rischio di collisione con il suolo o con oggetti a terra è elevato, e gli incidenti sono piuttosto comuni. Ad esempio, l'incidente della funivia di Cavalese del 1998 fu causato dalla collisione di un Grumman EA-6B Prowler in volo a bassa quota con i cavi di una funivia.